# Lucien Bidinger
Lucien Bidinger (né le 8 juin 1917 à Syren - mort le 14 décembre 1982 à Dudelange) est un coureur cycliste luxembourgeois, professionnel de 1939 à 1940 et en 1945.

## Biographie
Il participe au Tour de France 1939 dans l'équipe du Luxembourg et abandonne à la sixième étape.

## Palmarès et résultats

### Palmarès par année
- 1938
  - Strasbourg-Nancy
- 1940
  -  Champion du Luxembourg sur route
  - 2e du championnat du Luxembourg de cyclo-cross

### Résultats sur les grands tours

#### Tour de France
1 participation 
- 1939 : abandon (6e étape)